# (1736) Floirac
(1736) Floirac ist ein Asteroid des inneren Hauptgürtels, der am 6. September 1967 vom französischen Astronomen Guy Soulié am Observatoire de Bordeaux entdeckt wurde. Nachträglich konnte der Asteroid bereits auf Aufnahmen nachgewiesen werden, die am 26. November 1914 am Krim-Observatorium in Simejis sowie in den Jahren 1927, 1934, 1937, 1952, 1957 und 1962 an verschiedenen Observatorien in Deutschland, Belgien, Südafrika und USA gemacht worden waren.
Der Asteroid wurde vom Entdecker nach dem Vorort von Bordeaux benannt, in dem sich das Observatorium befindet.

## Wissenschaftliche Auswertung
Eine Auswertung von Beobachtungen durch das Projekt NEOWISE im nahen Infrarot führte 2011 zu vorläufigen Werten für den Durchmesser und die Albedo im sichtbaren Bereich von 8,7 km bzw. 0,30. Ein Vergleich von Daten, die von 1978 bis 2011 an der Sternwarte Ondřejov in Tschechien und am Table Mountain Observatory in Kalifornien gesammelt wurden, mit den Daten von NEOWISE ergab 2012 Werte für den Durchmesser und die Albedo von 8,7 km bzw. 0,27. Nachdem die Werte nach neuen Messungen mit NEOWISE 2012 auf 9,5 km bzw. 0,26 geändert worden waren, wurden sie 2014 auf 8,6 km bzw. 0,30 korrigiert.
Nach einer ersten Bestimmung der Rotationsperiode in 2007 wurde (1736) Floirac vom 1. bis 21. März 2022 von der Italian Amateur Astronomers Union (UAI) an zwei Observatorien in Italien erneut photometrisch beobachtet und aus der Lichtkurve eine Rotationsperiode von 6,77 h bestimmt.
Im Jahr 2023 wurde aus photometrischen Messungen von Gaia DR3 erstmals ein dreidimensionales Gestaltmodell des Asteroiden für zwei alternative Rotationsachsen mit prograder Rotation und einer Periode von 6,7751 h berechnet.

## Asteroidenpaar
(1736) Floirac bildet mit dem Asteroiden (1759) Kienle ein quasi-complanares Asteroidenpaar. Sie besitzen teilweise sehr ähnliche Bahnelemente und bewegen sich nahezu in der gleichen Bahnebene, allerdings ist die Bahn von (1759) Kienle stärker elliptischer und etwas größer, außerdem sind ihre Apsidenlinien leicht gegeneinander verdreht. (1736) Floirac besitzt eine deutlich kürzere Umlaufzeit um die Sonne als (1759) Kienle, so dass er diesen etwa alle 15 Jahre überholt. In den 1000 Jahren um die derzeitige Epoche herum kommen sich die beiden Körper aber nicht näher als 6,5 Mio. km.